# Marina Auto Stadium
Il Marina Auto Stadium è uno stadio di calcio situato a Rochester, nello stato di New York. Dal 2006 al 2017 ha ospitato le partite casalinghe della locale squadra di calcio, i Rochester Rhinos.
Per motivi di sponsorizzazione l'impianto ha cambiato nome diverse volte: denominato inizialmente Rochester Rhinos Stadium, ha assunto poi le denominazioni di Paetec Park dal 2006 al 2010, Sahlen's Stadium dal 2011 al 2015, Capelli Sport Stadium nel 2017 e Marina Auto Stadium dal 2018 ad oggi.
Il campo è in erba sintetica, ed è circondato da tribune su tre lati per una capienza massima di 13.768 spettatori.